# Yves Mareschal
Yves Mareschal, né le 3 novembre 1927 à Paris et mort le 29 juin 2017 à Arcachon, est un architecte naval, connu pour ses dessins de bateaux de plaisance, comme le Fennec, le Caprice et le Fandango. Il a notamment travaillé pour les chantiers : Dupuy Chautard, Yachting Sélection, Jouët et Arcoa, dans la deuxième moitié du XXe siècle, des années 1960 à la fin des années 1980.

## Biographie
Yves Alfred Jean Marcel Mareschal, dit Yves, est né le 3 novembre 1927 dans le 14e arrondissement de Paris.
Devenu architecte naval, il est notamment le concepteur de bateaux de plaisance des années 1960, 1970 et 1980.
En 1987, Yves Mareschal est un « architecte naval de grande renommée, spécialiste reconnu des carènes », qui travaille également sur des bateaux de pêche.
Il meurt le 29 juin 2017 à Arcachon.

## Voiliers de plaisance
- Mini-Fox[4]
- Fox[4]
- Fennec[4]
- Grand Duc
- Super Fox[4]
- Fox Trot (Jouët 17)[5].
- Jouët 18[6]
- Jouët Caprice[7]
- Jouët 940[8]
- Jouët 950[9]
- Fandango 33[10]
- Jouët 33[11]
- Jouët 1040[12]
- Jouët 1280[13]